# Argentochiloides
Argentochiloides és un gènere d'arnes de la família Crambidae.

## Taxonomia
- Argentochiloides meridionalis Bassi, 1999
- Argentochiloides xanthodorsellus Bleszynski, 1961